# Radio Ñandutí
Radio Ñandutí es una emisora de radio paraguaya, que transmite en la frecuencia AM 1020 kHz, con la característica ZP 14. La programación de Radio Ñandutí es generalista y el servicio informativo de la emisora es Boletín Gigante.

## Historia
Fue fundada en 1930 bajo el nombre de ZP 14 Radio Mariscal López. 
El 29 de noviembre de 1962 se funda ZP 14 Radio Ñandutí 1020 AM, siendo Humberto Rubin su fundador.
Su primer local estaba ubicado originalmente sobre la calles Antequera 654 casi Azara, pero en 1972. Tuvo dificultades con la dictadura de Alfredo Stroessner. En julio de 1983, el ministro del Interior, Sabino Montanaro, ordenó la suspensión de las emisiones durante un mes, alegando que sus emisiones perturbaban sistemáticamente el orden público y creaban alarma. En 1985, Antelco ordena la suspensión de las emisiones por diez días. Fue clausurada nuevamente en 1987 por la dictadura.
En diciembre de 2022, fue vendida al Grupo Espínola, propiedad de Carlos Raúl Espínola, quien además es propietario del Banco Continental.